# Aromantyczność

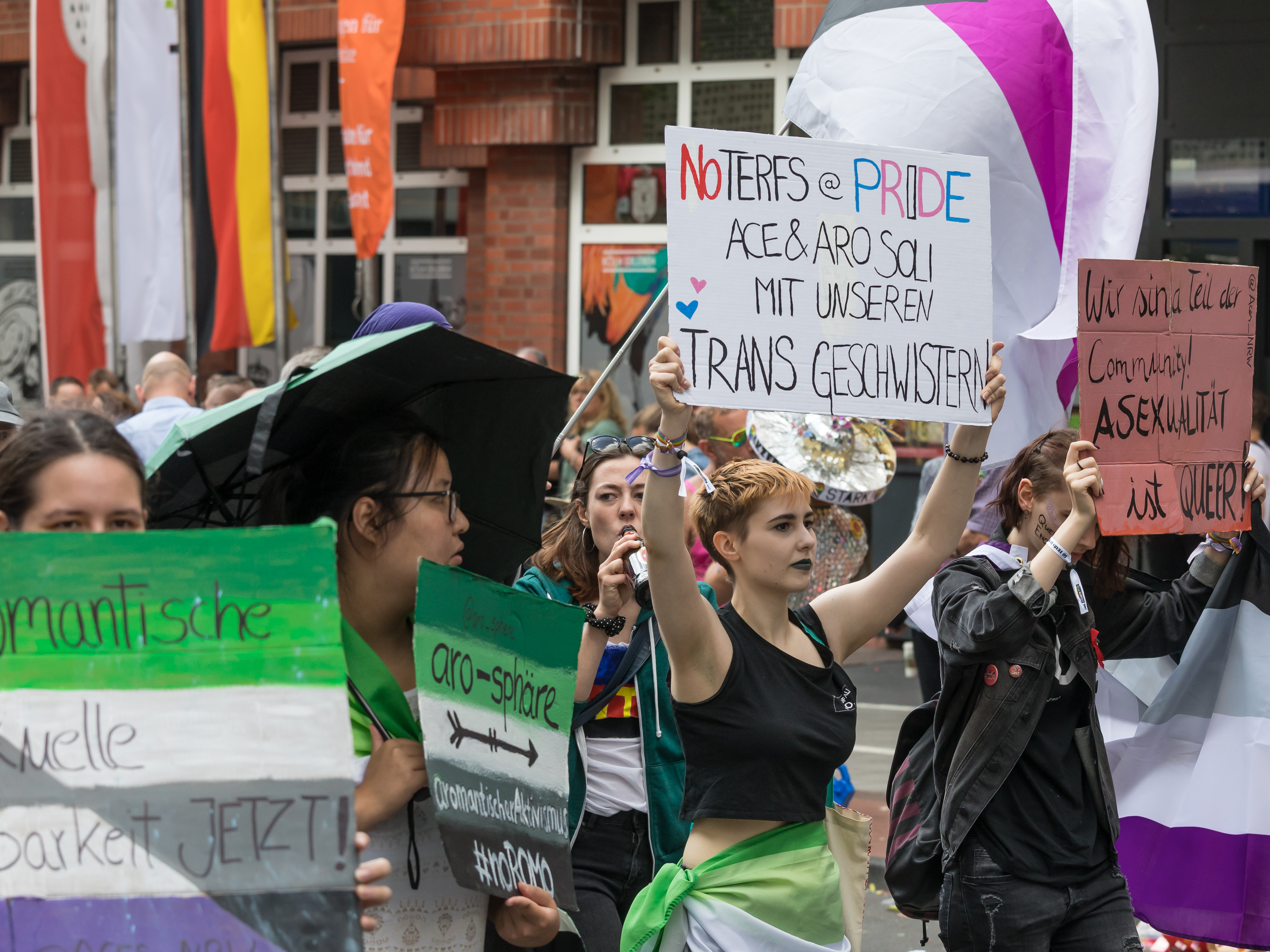
Osoby trzymające banery związane z aromantycznością podczas Parady Równości w Kolonii, 2019

Aromantyczność – orientacja romantyczna polegająca na nieodczuwaniu zainteresowania romantycznego innymi osobami lub odczuwanie go w stopniu znikomym. Identyfikacja osoby aromantycznej często jest potocznie skracana do aro.
Aromantyczność nie oznacza braku potrzeb emocjonalnej i fizycznej bliskości. Pojęcie to oznacza jedynie brak potrzeby posiadania, awersję lub trudność ze zrozumieniem motywacji do zawiązywania romantycznych relacji. Osoby aromantyczne mają tendencje do traktowania swoich relacji z innymi osobami w sposób platoniczny.
Aromantyczność nie ma związku z seksualnością jednostki. Wynika to z tego, że orientacja romantyczna nie wpływa na libido ani orientację seksualną – pomimo że duża część osób aromantycznych jest aseksualna, mogą być one każdej innej orientacji seksualnej, czyli również alloseksualnej.

## Spektrum aromantyczności
Ze względu na subiektywny sposób odczuwania pociągu seksualnego oraz romantycznego, wyszczególnia się pojęcia mieszczące się ogólnie w definicji-parasolu aromantyczności, np.:
- Osoby alloseksualne aromantyczne (allo-aro) – osoby odczuwające pociąg seksualny przy jednoczesnym braku odczuwania zainteresowania romantycznego innymi osobami, odczuwaniu go w sposób nienormatywny lub przy odczuwaniu go w stopniu znikomym[12][4][13].
- Osoby aseksualne aromantyczne (aro-ace) – osoby nieodczuwające, odczuwające w stopniu znikomym lub odczuwające w sposób nienormatywny zarówno pociągu seksualnego, jak romantycznego[12][4][13][3].
- Osoby szaromantyczne[14] (ang. greyromantic) – osoby doświadczające pociąg romantyczny bardzo słabo, bardzo rzadko lub wyłącznie pod wpływem określonych okoliczności[5][14][13][15][16][3].
- Osoby demiromantyczne – osoby odczuwające pociąg romantyczny wyłącznie po stworzeniu silnej, bliskiej więzi z inną osobą[3][13][17][5].
- Osoby aegoromantyczne – osoby nie odczuwające pociągu romantycznego, ale lubiące samą ideę romantyczności[18][19].
- Osoby quoiromantyczne – osoby nie mające pewności, czy ich uczucia są pociągiem romantycznym, czy ich natura jest jednak seksualna lub platoniczna[12][14][19].

## Flaga dumy

Flaga dumy osób aromantycznych

Flaga dumy osób aromantycznych została zaprojektowana przez Cameron Whimsy w 2014 roku. Kolor zielony został wybrany jako przeciwieństwo czerwieni, będącej ogólnie kojarzoną z romantycznością. Dwa odcienie mają zaznaczyć, że aromantyczność jest spektrum. Biel oznacza miłość platoniczną i przyjaźń, a szarość i czerń reprezentują spektrum seksualności, którą osoby aromantyczne mogą odczuwać.